# داء البريميات
داء البريميات (باللاتينية: leptospirosis) مرض حيواني المنشأ تسببه جراثيم من جنس البريمية، وتتم العدوى حين يتعرض الناس لبول الكلاب والقطط والثدييات الوحشية والقوارض المصابة بالخمج. ويكثر التعرض في المزارع والمسالخ وفي معسكرات الرحلات وفي أثناء السباحة في المياه الملوثة. فبعد حضانة تقدر بنحو أسبوع يصاب المريض بنوافض وحمى مرتفعة وصداع وآلام عضلية. وغالباً ما يتبع المرض سيراً ثنائي الطور تنخفض الحرارة في الطور الثاني منه، ولكن تزداد شدة الصداع والآلام العضلية ويصبح الغثيان والإقياء والألم البطني هي الشكوى البارزة.

## العلامات والأعراض
تسبب عدوى البريميات عند الإنسان مجموعة من الأعراض، وقد لا تظهر عند بعض المصابين أي أعراضٍ على الإطلاق. البريميات مرض ثنائي الطور، يبدأ فجأة بحمّى تصاحبها القشعريرة والصداع الشديد وألم عضلي شديد وألم في البطن، والتهاب الملتحمة (عين حمراء)، وأحياناً يظهر طفحٌ جلدي. تظهر الأعراض بعد فترة الحضانة التي تمتد من 7 إلى 12 يوماً. ينتهي الطور الأول (المرحلة الإنتانية) بعد 3-7 أيام من الإصابة. يتزامن اختفاء الأعراض مع ظهور الأجسام المضادة (مضادة للبريميات)، واختفاء جميع البكتيريا من مجرى الدم. يكون المريض في حالة «عديم الأعراض» لمدة 3-4 أيام، إلى أن يبدأ الطور الثاني بمرحلة حمّى جديدة. السمة المميزة للطور الثاني هي التهاب السحايا (التهاب الأغشية التي تغطي الدماغ).
تعتبر 90% من الإصابات بالبريميات خفيفة. في حين يعاني 10% من المصابين من مرضٍ شديد، يتطور خلال الطور الثاني أو يحدث مرض تقدمي واحد. يعرف الشكل الكلاسيكي للمرض الحاد بـ «مرض ويل»، الذي يتميّز بحدوث تلف الكبد (ما يتسبب عنه يرقان وقصور كلوي ونزيف). إضافة لذلك، يمكن للمرض أن يؤثّر على القلب والدماغ، كإصابة الطبقة الخارجية من الدماغ بالتهاب السحايا وإصابة الأنسجة بالتهاب الدماغ بنفس علامات وأعراض المرض؛ وتتأثر الرئتان بصورة خطيرة قد تهدد الحياة. قد تتضمن الإصابة بعض الأخطاء الطبية في تحديد الأعراض وذلك لأنها غير محددة أصلاً.
من الأعراض الأخرى المتطرفة الإعياء، الصمم، الضائقة التنفسية، وتنترج الدم.

## المسبب

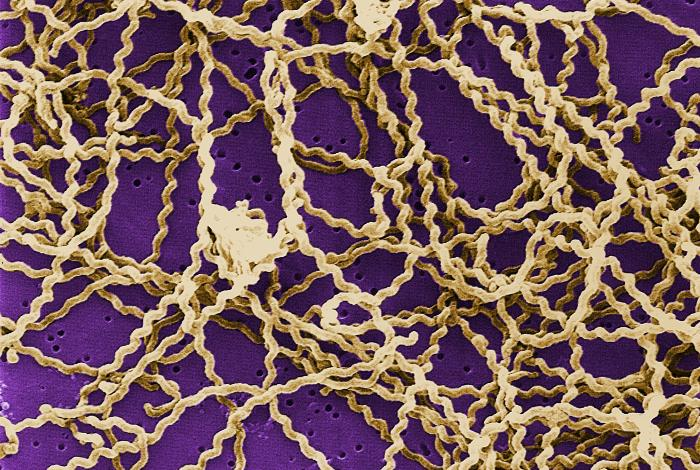
مسح ميكروغرافي إلكتروني لعدد من مجموعات البكتيريا البريمية في 0.1 ميكرون مرشح بولي كربونات

يحدث داء البريميات بسبب بكتيريا ملتوية تنتمي لجنس البريمية. تم تحديد 21 نوعاً من البكتيريا البريمية. تسبب منها 13 نوعاً المرض أو تم الكشف عنها في الحالات البشرية.
تصنّف البريمية كذلك حسب نمطها المصلي. تم تحديد 250 نمط مصلي مسبب للمرض. يعتبر تنوّع التركيب السكري لعديد السكاريد الدهني لسطح الجرثومة اللولبية مسؤولاً عن الفرق المستضدي بين الأنماط المصلية.
جُمعت الأنماط المصلية المرتبطة مستضديّاً في 24 مجموعة مصلية، تمّ تحديدها باستخدام اختبار التراض المجهري. توجد عادة مجموعة مصلية في أكثر من نوعٍ واحدٍ، حيث أن جينات LPSالتي تحدّد الأنماط المصلية يتم تبادلها بين الأنواع.
يبدو أن نظام المصل التقليدي الحالي أكثر فائدةً من الناحية التشخيصية والوبائية، لكن وجهة النظر هذه قد تتغير مع مزيد من التطوير وانتشار التقنيات كتفاعل البوليميراز المتسلسل.

## الوقاية
يُقدّم الدوكسيسايكلين مرة في الأسبوع ككعامل وقاية للحد من العدوى أثناء تفشّي المرض في مناطق توطّنه. لكن، لا يوجد دليل على أن الوقاية الكيميائية فعّالة في احتواء تفشّي داء البريميات،  واستخدام المضادات الحيوية يزيد من مقاومة المضادات الحيوية. قد تكون الوقاية قبل التعرّض مفيدة للأفراد الذين يسافرون للإقامة لفترة قصيرة في مناطق ذات خطورة عالية.
تُعدّ مكافحة الفئران الفعالة وتجنّب المياه الملوّثة بالبول تدابير وقائية أساسية. تتوفر اللقاحات البشرية في عدد قليل من البلدان مثل الصين وكوبا. تغطّي اللقاحات الحيوانية بضع سلالات من البكتيريا فقط. وتعتبر لقاحات الكلاب فعالة لمدة سنة واحدة على الأقل.